# 鬼無里ケーブルテレビ
鬼無里ケーブルテレビ（きなさケーブルテレビ）は、長野県長野市鬼無里地区（旧・上水内郡鬼無里村）をサービスエリアとするケーブルテレビ局である。条例上の名称は「長野市鬼無里情報通信施設」（所在地：長野市鬼無里日影2750番地1）。株式会社インフォメーション・ネットワーク・コミュニティ（INC長野ケーブルテレビ）が指定管理者となって管理･運営に当たっている。

## サービスエリア
- 長野県長野市鬼無里地区（旧・上水内郡鬼無里村） - 鬼無里、鬼無里日影、鬼無里日下野[1]